# Brochiloricaria
Brochiloricaria és un gènere de peixos pertanyent a la família dels loricàrids.

## Descripció
- Totes dues espècies assoleixen gairebé els 30 cm de llargària total.
- És morfològicament molt semblant a Loricaria i es diferencia d'aquest darrer per les seues dents: les espècies de Brochiloricaria tenen les dents molt llargues i són de la mateixa mida en ambdues mandíbules, mentre que en Loricaria les dents premaxil·lars són gairebé dues vegades més llargues que les altres dents.[2]

## Distribució geogràfica
Es troba a Sud-amèrica: Brochiloricaria chauliodon a la conca del riu de la Plata i Brochiloricaria macrodon a la del riu Paraguai.

## Taxonomia
- Brochiloricaria chauliodon (Isbrücker, 1979)[6]
- Brochiloricaria macrodon (Kner, 1853)[7][8][9][10][11][12][13]